# Ratusz w Sędziszowie Małopolskim
Ratusz w Sędziszowie Małopolskim – budowla została zbudowana w XVII wieku. W XIX wieku. została przekształcona. Jest to budowla dwukondygnacyjna, podpiwniczona, wzniesiona na planie prostokąta. Położony jest pośrodku czworokątnego rynku. Fasada frontowa posiadająca wieżę, wyodrębniona jest z murów budowli dwoma lizenami. Okna ratusza są neogotyckie – efekt dziewiętnastowiecznej przebudowy.